# 제1대 민토 백작 길버트 엘리엇머리키닌먼드

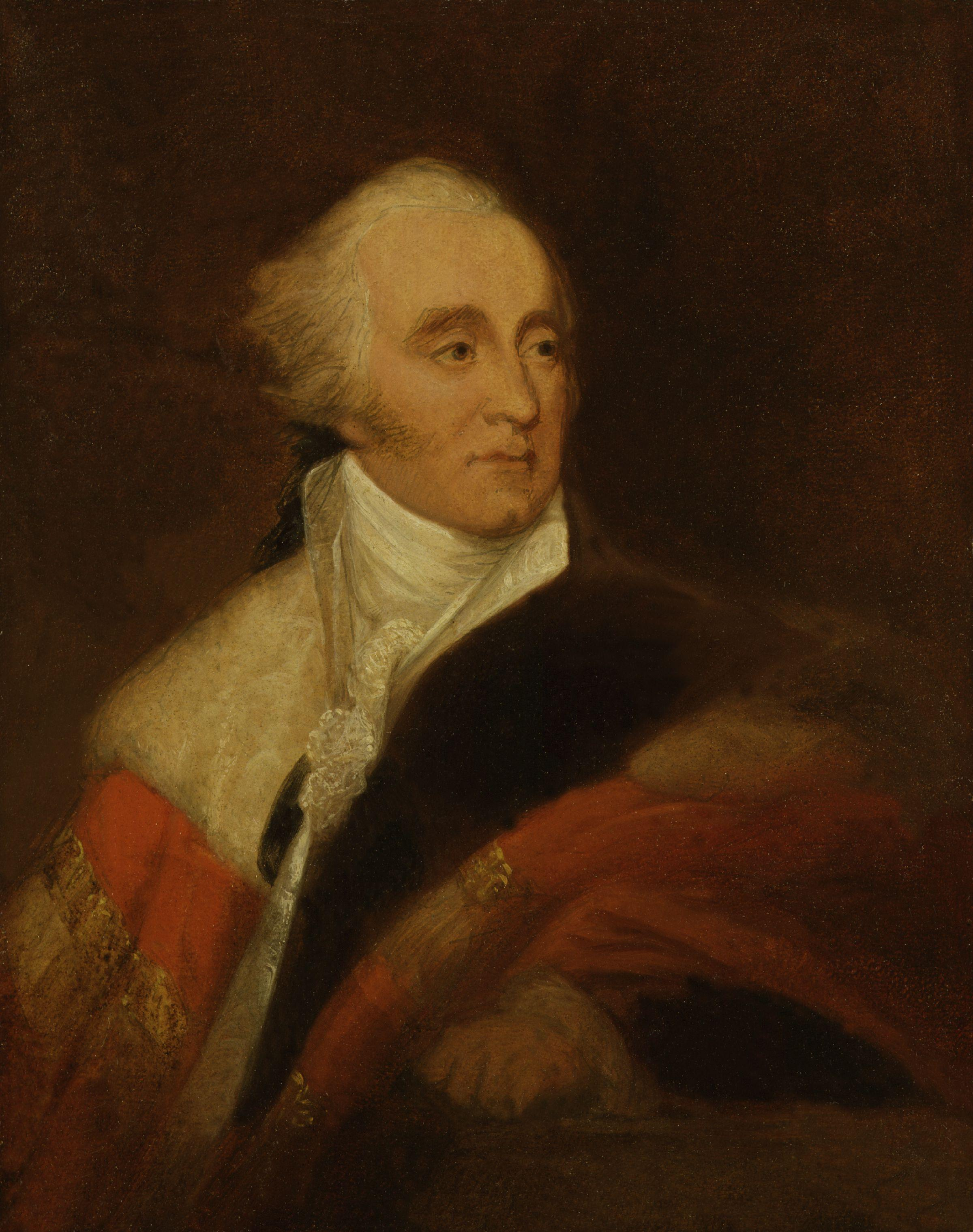
민토 백작

제1대 민토 백작 길버트 엘리엇머리키닌먼드(Gilbert Elliot-Murray-Kynynmound, 1st Earl of Minto)는 영국의 외교관이자 하원(1776년~1795년) 소속의 정치인이다. 1797년까지 제4대 준남작 길버트 엘리엇 경(Sir Gilbert Elliott, 4th Baronet), 1797년부터 1813년까지 민토 경(the Lord Minto)으로 알려졌다.

## 같이 보기
- 찰스 엘리엇 - 민토의 조카

| 전임 창설 | 영국의 민토 백작 1813년 - 1814년 | 후임 길버트 엘리엇머리키닌먼드 |

| 전임 창설 | 그레이트브리튼의 민토 남작 1797년 - 1814년 | 후임 길버트 엘리엇머리키닌먼드 |

| 전임 길버트 엘리엇 | 노바스코샤의 준남작(오브 민토) 1777년 - 1814년 | 후임 길버트 엘리엇머리키닌먼드 |